# Стоун-стріт (Мангеттен)
Стоун-стріт (англ. Stone Street) — коротка вулиця у Файненшл-дистрикт Манхеттена в Нью-Йорку. Проходить двома ділянками між Вайтголл-стріт на заході та Ганновер-сквер на сході. Спочатку вулиця була однією безперервною проїжджою частиною від Вайтголл-стріт до Ганновер-сквер, але ділянку між Брод-стріт і Кунтіс-аллея було ліквідовано в 1980 році, щоб звільнити місце для будівлі Goldman Sachs на Брод-стріт, 85. Західна ділянка довжиною в один квартал між вулицями Уайтхолл і Брод-Стріт забезпечує рух транспортних засобів, а східна ділянка довжиною два квартали між Коентіс-Аллі та Ганновер-сквер є пішохідною зоною.
Стоун-стріт — одна з найстаріших вулиць Нью-Йорка, яка об’єднує дві дороги 17-го століття в голландській колонії Новий Амстердам. У 1658 році вона стала першою брукованою вулицею в Новому Амстердамі. Після того, як британці завоювали колонію, вулицю називали Дюк-стріт, перш ніж у 1794 році її перейменували на Стоун-стріт через її бруківку. Багато ранніх споруд навколо Стоун-стріт було знищено під час Великої пожежі 1835 року, після чого Стоун-стріт було переплановано з магазинами та горищами для галантерейних торговців та імпортерів. Після багатьох десятиліть занедбаності Стоун-стріт було відновлено наприкінці 20 століття, а східна частина стала ресторанною зоною.

## Історія

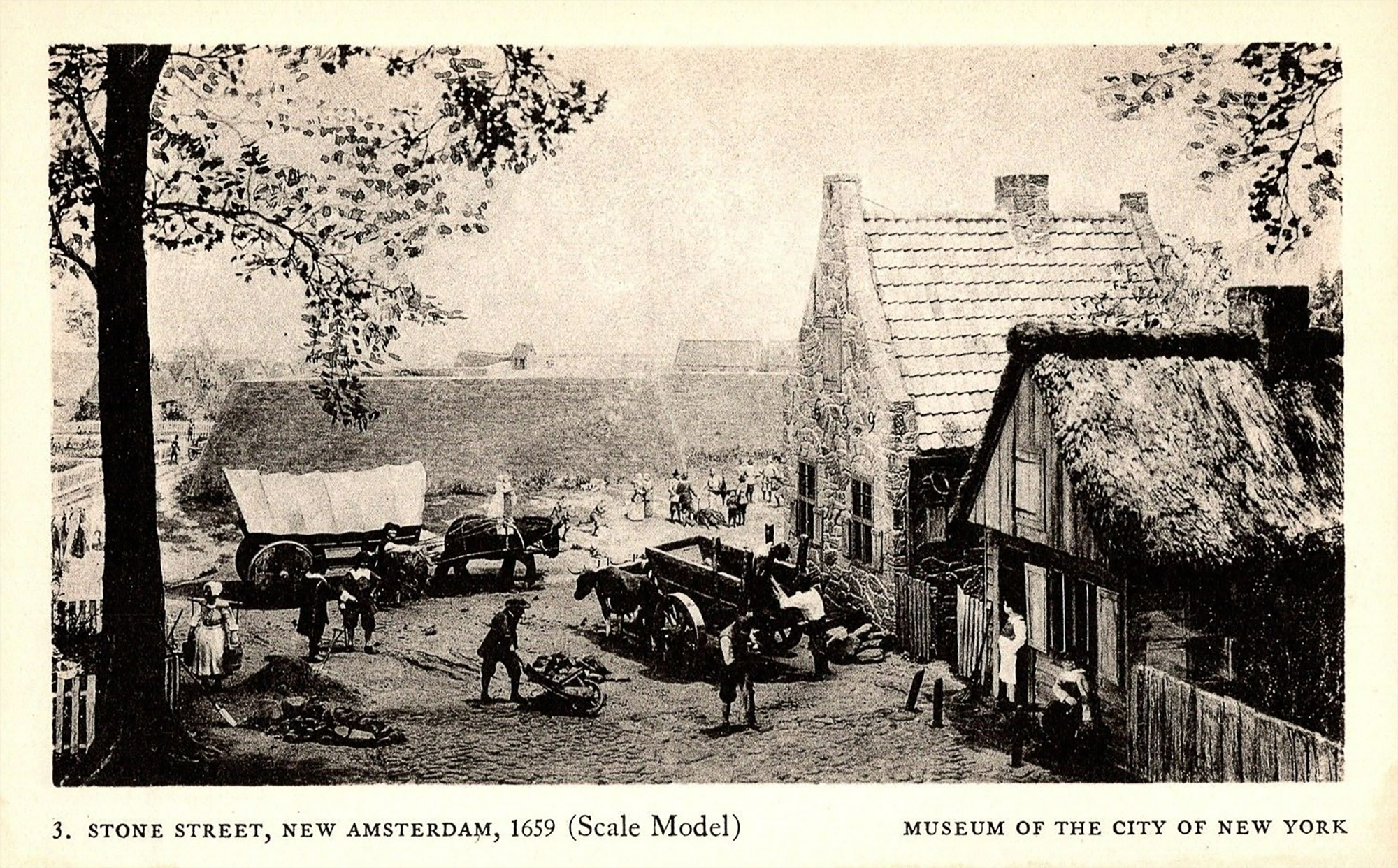
Стоун-стріт в Новому Амстердамі 1659 рік

Стоун-стріт — одна з найстаріших вулиць Нью-Йорка, побудована незабаром після того, як у 1624 році Голландська Вест-Індійська компанія заснувала Новий Амстердам. Вона містила частини двох колоніальних вулиць: Брейєрс-стріт (буквально «Вулиця Пивоварів»), від Вайтголл до Броуд-Стріт і Гай-стріт, від Броуду до Ганновер-сквер. Вулиці утворювали довшу проїзжу частину, що йшла від порома Пек-Сліп до теперішнього морського порту на Саут-Стріт. Спочатку вони були з’єднані мостом, що перекривав вхідну бухту в центрі Брод-стріт.
Оригінальна поверхня вулиці на даний час приблизно на 2,0-2,1 м нижче сучасної вулиці.